# Шенуа-Обонкур
Шенуа́-Обонку́р (фр. Chesnois-Auboncourt) — коммуна во Франции, находится в регионе Шампань — Арденны. Департамент коммуны — Арденны. Входит в состав кантона Новьон-Порсьен. Округ коммуны — Ретель.
Код INSEE коммуны — 08117.
Коммуна расположена приблизительно в 180 км к северо-востоку от Парижа, в 70 км севернее Шалон-ан-Шампани, в 25 км к юго-западу от Шарлевиль-Мезьера.

## История
Название Шенуа-Обонкур происходит от галльского cassanos, что означает «дуб».
Самые ранние упоминания о Шенуа восходят к 1258 году, когда она называлась Душенуа (фр. Douchesnoy).

## Население
Население коммуны на 2008 год составляло 162 человека.
| 1962 | 1968 | 1975 | 1982 | 1990 | 1999 | 2008 |
| ---- | ---- | ---- | ---- | ---- | ---- | ---- |
| 175  | 163  | 138  | 135  | 153  | 166  | 162  |

## Экономика
В 2007 году среди 98 человек в трудоспособном возрасте (15—64 лет) 72 были экономически активными, 26 — неактивными (показатель активности — 73,5 %, в 1999 году было 68,8 %). Из 72 активных работали 60 человек (29 мужчин и 31 женщина), безработных было 12 (7 мужчин и 5 женщин). Среди 26 неактивных 7 человек были учениками или студентами, 9 — пенсионерами, 10 были неактивными по другим причинам.

## Фотогалерея

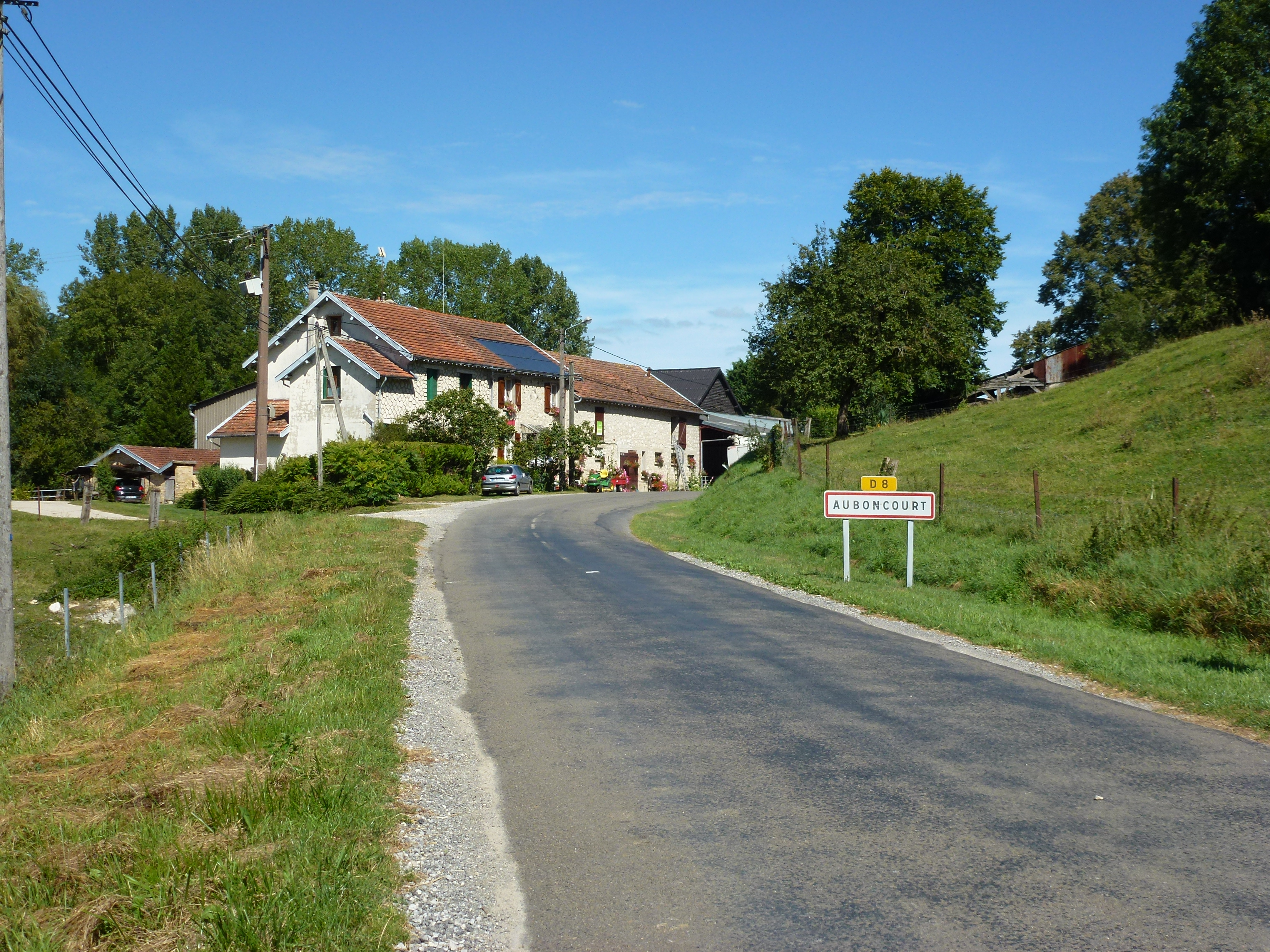
Въезд в Шенуа-Обонкур
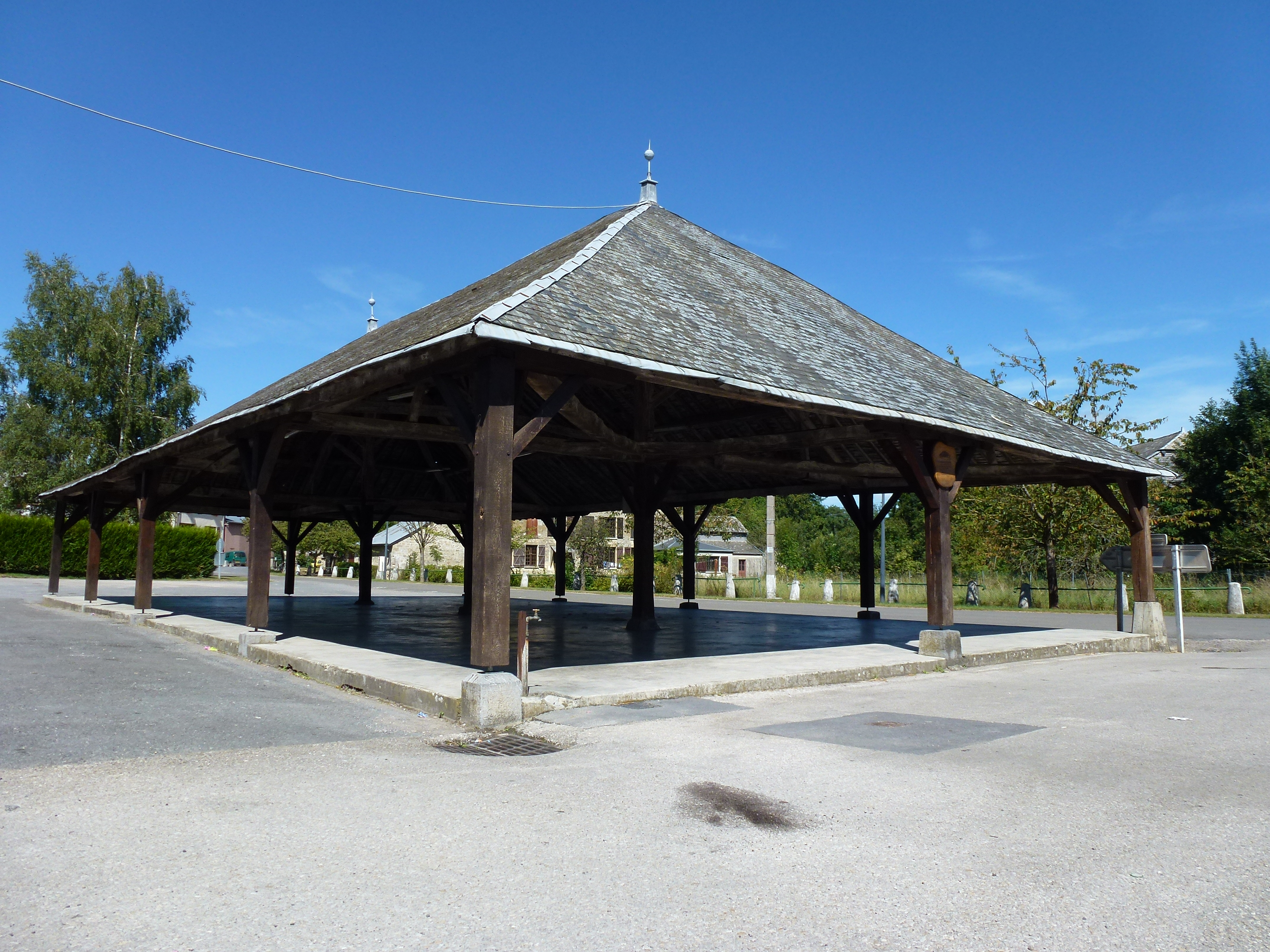
Крытый рынок
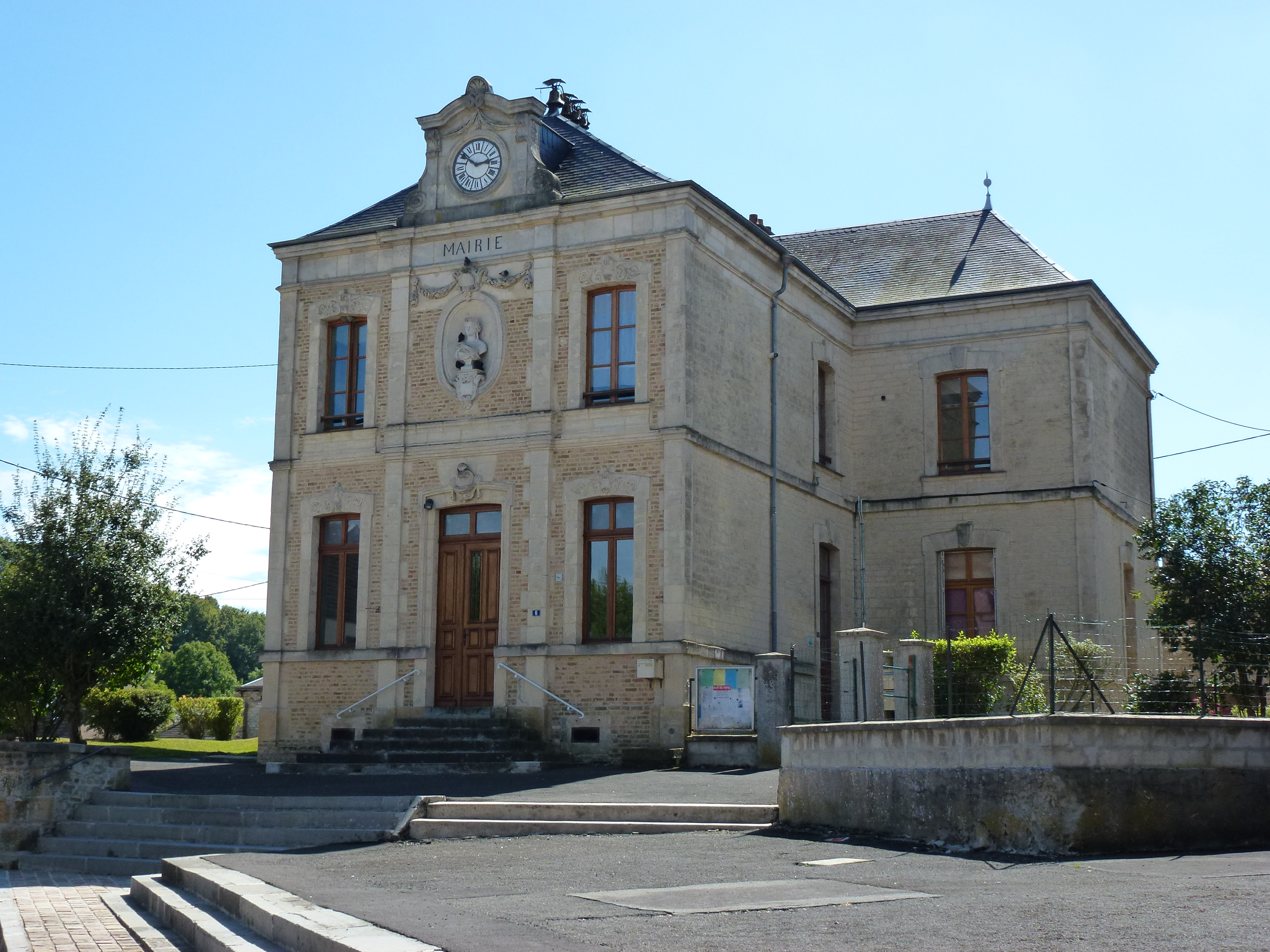
Мэрия
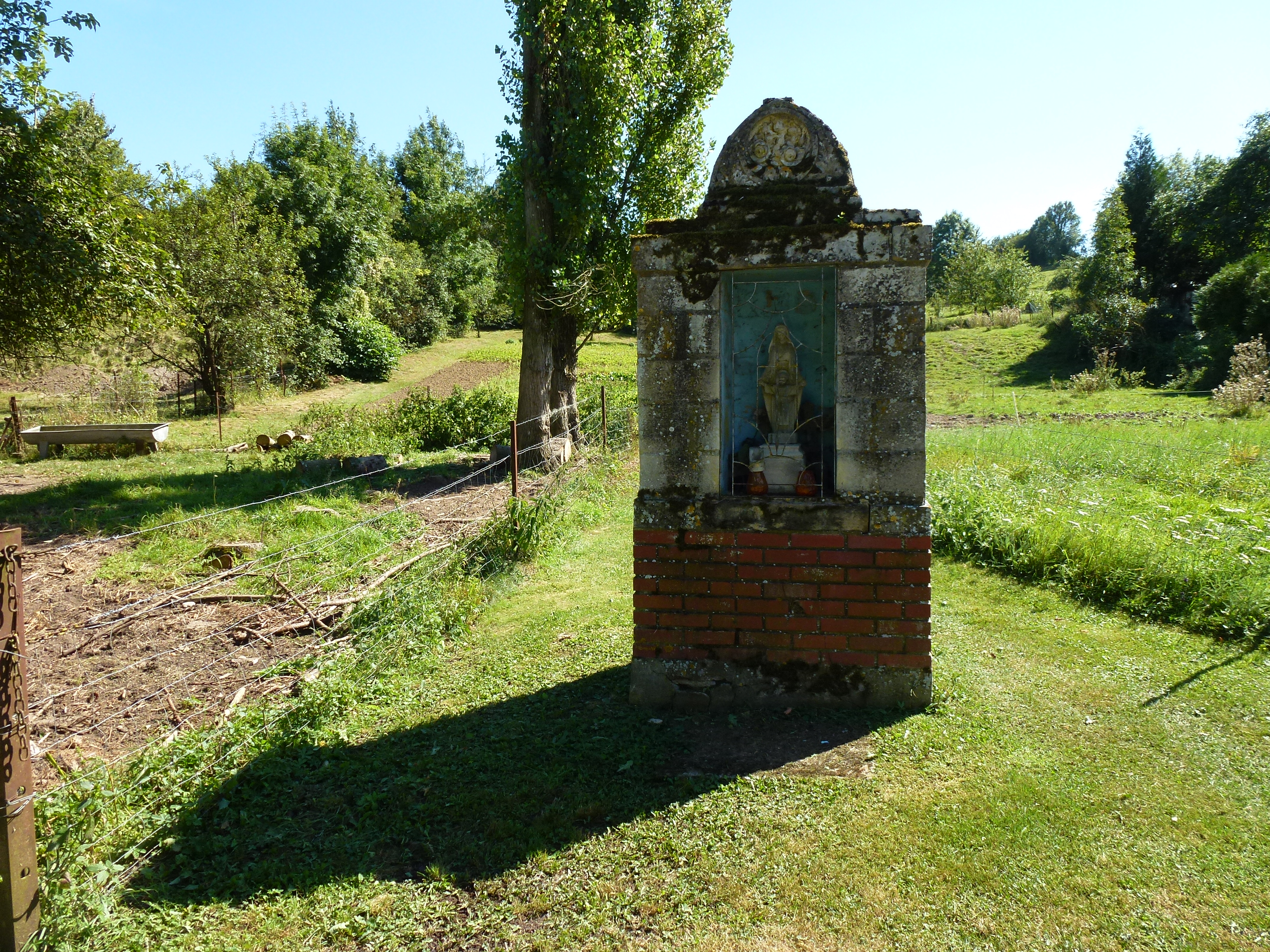
Часовня